# Senzacionalismus
Senzacionalismus je typ mediálního zkreslení v masmédiích spojený s přehnanými či emotivními výrazy. Užívá je například bulvární médium.

Přestože motivací bývá zisk, nemusí k němu senzacionalismus vést.

Slovník Merriam-Webster definuje senzacionalismus jako užívání šokujících detailů za účelem vzbuzení zájmu nebo rozruchu.
Skupina FAIR popisuje sensacionalismus v médiích jako snahu zpravodajských organizacích založených na zisku zvýšit rating tím, že senzacializují zpravodajství soustředěním pozornosti na zběsilé a vysoce emocionální příběhy často s bizarním obsazením a poutavým příběhem, ale bez významu pro život většiny lidí.